# Duff Abrams
Duff A. Abrams, född 1880 i Illinois, död 1965 i New York, var en amerikansk forskare inom sammansättning och egenskaper hos betong. Han utvecklade grundläggande testmetoder för betong som används fortfarande idag. Som professor vid Lewis Institute studerade han de ingående grundmaterialen i betong under tidigt 1900-tal.
D. A. Abrams var forskare, professor, och chef för forskningslaboratoriet vid Portland Cement Association i Chicago. Han undersökte hur olika betongblandningar inverkade på slutproduktens hållfasthet. 
Några av resultaten från hans forskning är: 
- definition av begreppet finhetsmodul;
- definition av vattencementtal;
- en testmetod för betongblandningens arbetbarhet (gjutbarhet) genom användning av sättmått.

I ett omfattande forskningsprogram bestämde Abrams förhållandet mellan vattencementtalet och betongens tryckhållfasthet. Resultaten publicerades första gången 1918.
Han var också ordförande i American Concrete Association (ACI) från 1930 till 1931. 